# Sarcophaga bishoppi
Sarcophaga bishoppi är en tvåvingeart som beskrevs av Aldrich 1916. Sarcophaga bishoppi ingår i släktet Sarcophaga och familjen köttflugor. Inga underarter finns listade i Catalogue of Life.